# Олександрівка (зупинний пункт, Донецька залізниця)
Олекса́ндрівка — пасажирський залізничний зупинний пункт Луганської дирекції Донецької залізниці.
Розташована між м. Олександрівськ та смт Ювілейне, Луганська міська рада, Луганської області на лінії Іллєнко — Родакове між станціями Імені Кашпарова М.А. (5 км) та Мілова (3 км).
Відкрита в 1878 р. Через військову агресію Росії на сході Україні транспортне сполучення припинене, водночас керівництво так званих ДНР та ЛНР заявляло про запуск електропоїзда сполученням Луганськ — Ясинувата, що підтверджує сайт Яндекс.